# Cookie Jar
Cookie Jar è il secondo singolo dei Gym Class Heroes, estratto dall'album The Quilt. Il brano è stato realizzato in collaborazione con The-Dream, che canta il ritornello con Travis McCoy.